# Aspidites ramsayi
Aspidites ramsayi är en ormart som beskrevs av Macleay 1882. Aspidites ramsayi ingår i släktet Aspidites och familjen pytonormar. IUCN kategoriserar arten globalt som starkt hotad.
Arten förekommer med två från varandra skilda populationer i centrala och västra Australien. Den lever i öknar och i andra torra landskap som gräsmarker och öppna skogar samt kulturlandskap.

## Underarter
Arten delas in i följande underarter:
- A. r. ramsayi
- A. r. panoptes
- A. r. richardjonesii

## Bildgalleri

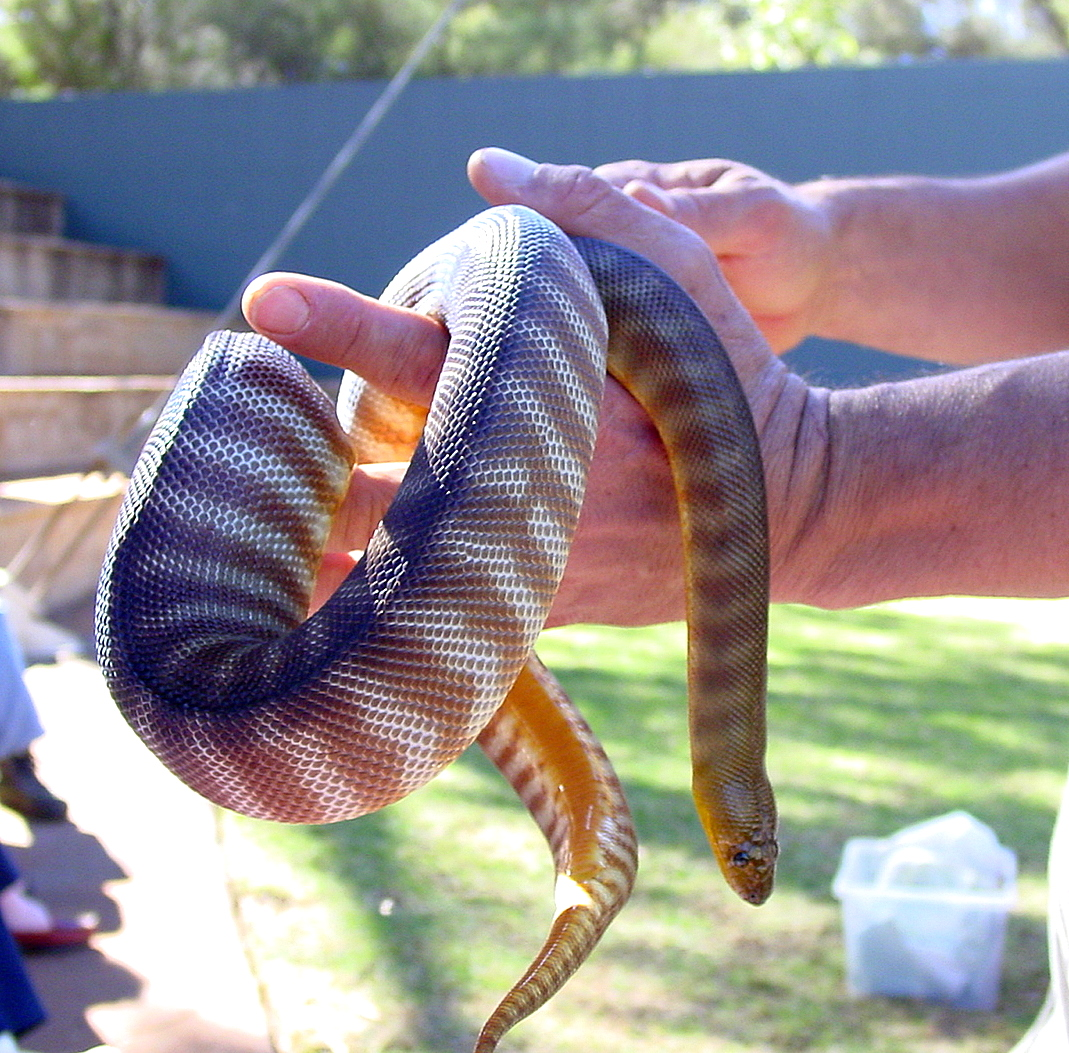
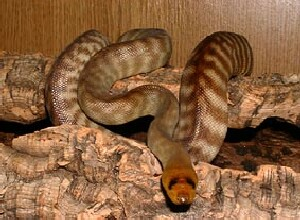
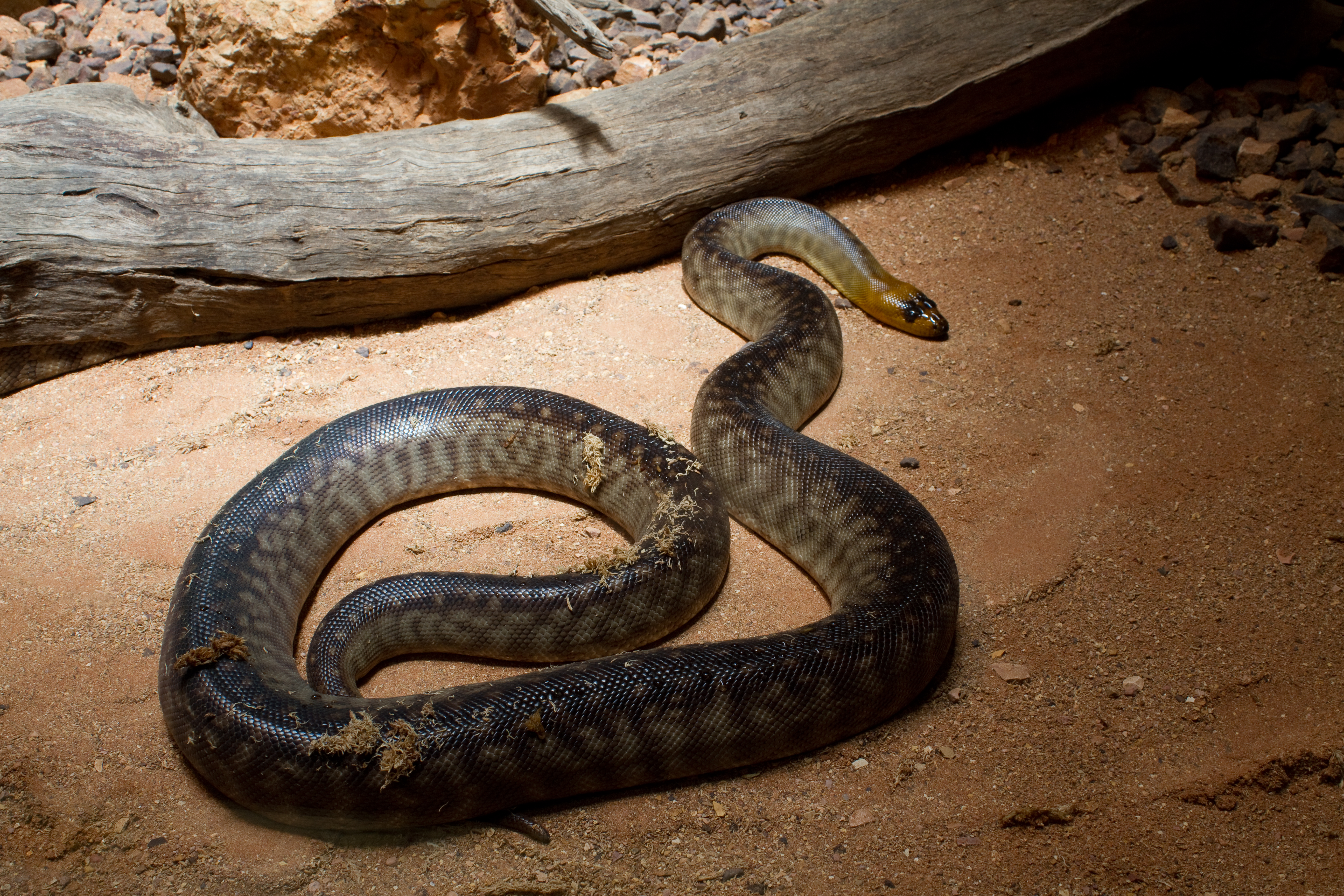